# 桂花夫人
桂花夫人（?—?）金氏，新羅第39代君主昭聖王金俊邕的王后，第40代君主哀莊王金清明的母亲。
桂花夫人是大阿湌金叔明之女，金叔明是奈勿王十三世孫。嫁给昭聖王金俊邕，生下儿子金清明。800年（昭聖王二年、唐德宗貞元十六年）正月，昭聖王封王妃金氏爲王后。唐德宗詔冊臣金俊邕爲新羅王，母申氏（金神述之女聖穆王后，误作申氏）爲大妃，妻叔氏（金叔明之女，误作叔氏）爲王妃。同年六月，昭聖王薨，金清明即位为哀莊王。805年（哀庄王六年、唐顺宗永贞元年）正月，哀莊王封母金氏爲大王后，妃朴氏爲王后。唐順宗冊哀莊王爲開府儀同三司、檢校太尉、使持節大都督鸡林州諸軍事、鸡林州刺史、兼持節充寧海軍使、上柱國、新羅王，其母叔氏爲大妃，妻朴氏爲妃。

## 家族
- 父亲：金叔明，大阿湌
- 丈夫：昭聖王金俊邕
  - 儿子：哀莊王金清明
  - 儿子：金體明
  - 女儿：章和夫人，興德王夫人